# Reflections (альбом Apocalyptica)
Reflections — четвертий студійний альбом фінського рок-гурту Apocalyptica.

## Список композицій
1. «Prologue (Apprehension)» — 3:12
2. «No Education» — 3:17
3. «Faraway» — 5:13
4. «Somewhere Around Nothing» — 4:09
5. «Drive» — 3:21
6. «Čohkka» — 4:27
7. «Conclusion» — 4:06
8. «Resurrection» — 3:34
9. «Heat» — 3:21
10. «Cortége» — 4:28
11. «Pandemonium» — 2:06
12. «Toreador II» — 3:56
13. «Epilogue (Relief)» — 3:29